# Копані (Синельниківський район)
Копані́ — село в Україні, у Дубовиківській сільській громаді Синельниківського району Дніпропетровської області. Населення становить 256 осіб. До 2017 року орган місцевого самоврядування — Зеленогайська сільська рада.

## Географія
Село Копані розташоване на сході Синельниківського району, за 127 км від обласного центру, 76 км від районного центру та 2,5 км від правого берега річки Чаплина. На півдні межує з селом Зелений Гай, на сході — з селом Новоандріївка, на півночі — з селом Зелена Роща та на заході — з селом Хуторо-Чаплине. Селом тече пересихаючий струмок із загатою та пролягає автошлях територіального значення Т 0427.

## Історія
Село Копані точної дати заснування не встановлено, проте вважається, що засноване до 1932 року і перебувало в складі Васильківського району.
11 квітня 2017 року, в ході децентралізації, Зеленогайська сільська рада об'єднана з Васильківською селищною громадою.
12 червня 2020 року, відповідно до розпорядження Кабінету Міністрів України № 709-р від «Про визначення адміністративних центрів та затвердження територій територіальних громад Дніпропетровської області», увійшло до складу Дубовиківської сільської громади.
19 липня 2020 року, в результаті адміністративно-територіальної реформи та ліквідації Васильківського району, село увійшло до складу новоутвореного Синельниківського району.

## Населення

### Мова
Розподіл населення за рідною мовою за даними перепису 2001 року:
| Мова       | Кількість | Відсоток |
| ---------- | --------- | -------- |
| українська | 232       | 90.63%   |
| російська  | 24        | 9.37%    |
| Усього     | 256       | 100%     |

## Відома особа
Уродженець села:
- Кириченко Юрій Іванович (1954— 2015) — український поет і громадський діяч.